# WMS Industries
A WMS Industries é uma empresa que há muito tempo opera no campo de jogos e de divertimento. Ela é da cidade de Chicago, no Estado de Illinois, Estados Unidos. Foi fundada com o nome de Williams Manufacturing Company em 1943 por Harry E. Williams. Inicialmente a Williams apenas fabricava mesas de pinball. No início da década de 70 a empresa se diversificou entrando no ramo dos jogos do tipo arcade, onde obteve sucesso por muitos anos.